# Bildungsbarometer

Logo zum Bildungsbarometer des zepf

Bildungsbarometer ist ein Instrument des Zentrums für empirische pädagogische Forschung (zepf) der Universität Koblenz-Landau, Campus Landau, zur Erfassung der aktuellen Situation und von Trends im Bildungsbereich. Die Ergebnisse der Befragungen werden der Öffentlichkeit über Printmedien (hauptsächlich Financial Times Deutschland) und Fernsehen (n-tv), wissenschaftliche Veröffentlichungen und Newsletter veröffentlicht.
Das Ziel des Bildungsbarometers besteht darin, Aussagen der Bevölkerung über Fragen von Förderung, Aus-, Fort- und Weiterbildung in der Bundesrepublik Deutschland zu gewinnen und über die Verbreitung der resultierenden Ergebnisse das Interesse an Bildung zu stärken.
Die Erfassung von Daten erfolgt mit Hilfe von Online-Befragungen bei jeweils mindestens tausend Personen, die bezüglich der Merkmale Geschlecht, Alter, Region und Bildungsabschluss repräsentativ sind für die Bevölkerung der Bundesrepublik Deutschland.
Die Umsetzung des Bildungsbarometers erfolgt seit 2007 in Kooperation mit der Schülerhilfe in Gelsenkirchen. Aus Anlass des Jahres der Mathematik wurde im März 2008  eine gesonderte Befragung zur Mathematik durchgeführt. Die Ergebnisse hierzu sind insbesondere Jäger-Flor & Jäger (2008) zu entnehmen. Die zweite Befragung 2008 gilt dem Thema Förderung im Bildungswesen.